# Спелеология
Спелеологията (на гръцки: σπήλαιον - „пещера“ и на гръцки: λόγος – „учение, наука“) е наука, изучаваща пещерите и всички останали карстови форми, процесите, които ги формират (спелеогенезис), структурата им, физическите им характеристики, както и промените, които настъпват в тях с течение на времето (спелеоморфология), историята им и формите на живот, които ги обитават. Спелеологията комбинира много известни знания от други науки като химия, биология, геология, физика, метеорология и картография, за да представи пещерите като сложни развиващи се системи.
Пещерите биват изследвани по много причини, но главно като спорт или научно изследване. Занимаването предимно със спорт се нарича пещернячество и тези, които го практикуват – пещерняци. Спелеология е научното изследване на пещерите. Човек, който изследва пещерите и тяхната среда, се нарича спелеолог. Понякога се използва общият термин пещерно дело.
Проучването на пещерите става все по-популярно по света, но увеличението на посещенията им може да има пагубен ефект върху флората и фауната. Невнимателно или злонамерено действие може да унищожи това, което природата е създала за стотици или дори хиляди години, а веднъж повредено или унищожено, може никога да не се възстанови.